# Дніпро-75
«Дніпро́-75» — футбольний клуб з міста Дніпра Дніпропетровської області. Виступав в другій лізі чемпіонату України. Учасник чемпіонату ААФУ 2008 року.

## Історія
Команда створена в жовтні 2007 року на базі ДЮСШ «Дніпро-75», яка була заснована в 1975 році. Серед її вихованців: Анатолій Дем'яненко, Віктор Кузнецов, Володимир Лютий, Геннадій Литовченко, Олег Протасов, Юрій Миргородський, Андрій Полунін, Сергій Дірявка, Геннадій Козар, Сергій Думенко, Геннадій Мороз, Олександр Москалюк, Сергій Москалюк, Олександр Косенко, Андрій Сидельников, Володимир Геращенко, Олександр Поклонський, Олег Колесов, Валерій Воробйов, Віталій Рева, Костянтин Єременко, Олександр Рикун, Андрій Головко, Сергій Перхун, Сергій Мамчур, Артем Куслій, Сергій Мотуз, Артур Карноза та інші.
У березні 2010 року команда припинила своє існування і знялась з чемпіонату через брак фінансування.